# Ducatul de Merania

Blazonul ducilor de Merania

Ducatul de Merania (de asemenea, Meran, Merano sau Meranie; în limba germană: Herzogtum Meranien) a fost o formațiune statală din cadrul Imperiului romano-german, cu o existență de scurtă durată, de la 1153 la 1248. A mai fost numit Ducatul de Dalmația, dat fiind că includea litoralul nordic al Dalmației. Numele de "Merania" derivă de la cuvântul latinesc mare, cu referire probabilă la fâșia de coastă a Golfului Kvarner de la Marea Adriatică, la apus de orașul actual Rijeka din Croația, care aparținea Mărcii de Istria.

## Contextul
Ducatul a fost creat ca un fief imperial de către Frederic I "Barbarossa" din dinastia Hohenstaufenilor, ales rege al romanilor din 1152. Frederic a succedat unchiului său, regele Conrad al III-lea al Germaniei, care a respins pe principalul său rival la tronul german, ducele Henric "cel Mândru" al Bavariei, membru al dinastiei Welfilor. Acesta din urmă a fost înlăturat și din Ducatul de Bavaria în 1138. Frederic a avut însă în vedere ajungerea la un acord cu casa Welfilor, iar în Reichstag-ul din 1154, ținut la Goslar, el l-a reinstalat pe fiul lui Henric "cel Mândru", Henric Leul ca duce al Bavariei. Cu toate acestea, Henric a redobândit un rest din fostele sale posesiuni, dat fiind că Marca de Austria, anterior în posesia dinastiei bavareze a Welfilor, era promovată din 1156, prin Privilegium Minus, la rangul de ducat de sine stătător, Austria, deținut de Dinastia Babenberg din Franconia, credincioasă Hohenstaufenilor; mai mult decât atât, Tirolul devenea provincie privilegiată, fiind controlată direct de către Imperiu.

### Conții deDachau
În acest context, Frederic "Barbarossa" a luat măsura promovării contelui bavarez Conrad de Dachau la rangul de duce, fără a mai fi subordonat familiei Welfilor. Fiind văr cu contele-palatin bavarez Otto al V-lea de Scheyern, Conrad era un vlăstar al casei de Wittelsbach. Prima referire la el ca dux Dalmatiæ are loc în 1153. Conrad deținea largi moșii în Bavaria apuseană, situate între râurile Lech și Isar. Nu se știe dacă domnia sa a stăpânit efectiv asupra terra Marani, dat fiind că în acel moment coasta dalmată era deținută parte de către Regatul Ungariei (Croația aflându-se în uniune personală cu Ungaria) și parte de către Republica Veneția. 
Ducele Conrad I a fost succedat de către fiul său, Conrad al II-lea, care apare tot ca dux de Dachawe și care a murit fără urmași direcți în 1182. În aceste condiții, posesiunile sale comitale din Dachau au fost preluate de către vărul său Otto I de Wittelsbach, din calitatea sa de duce de Bavaria, numit în aceasta de către împăratul Frederic "Barbarossa" după depunerea Welfului Henric Leul din 1180.

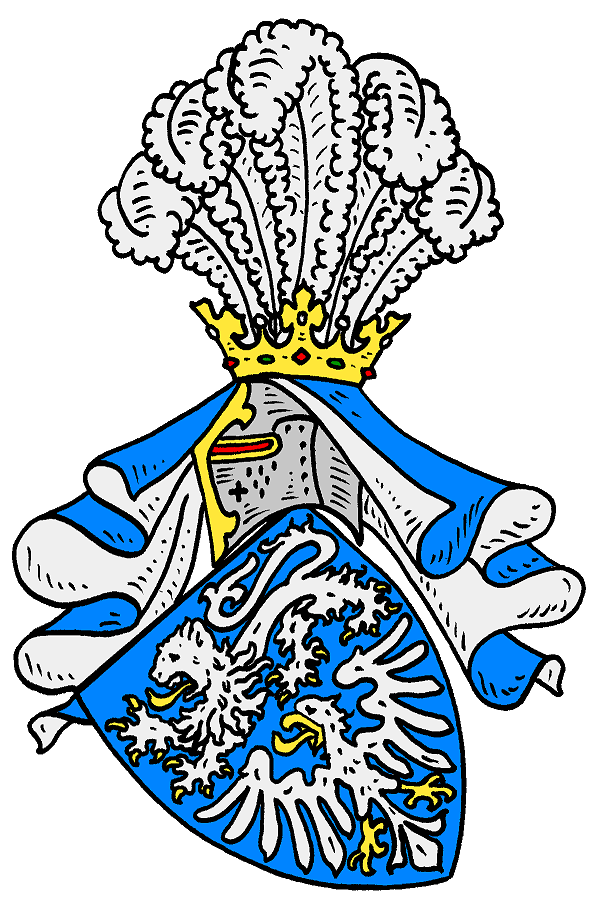
Blazonul casei de Andechs-Merania

### Casa deAndechs
Anterior, teritoriul numit "Merania" de pe coasta adriatică făcuseră parte din posesiunile margrafului Ulric I de Carniola, devenit și margraf de Istria (1060-1070), și moștenit apoi de fiul său, Poppo al II-lea (1070-1098). Poppo nu avea moștenitori pe linie masculină, iar fiica sa Sofia se căsătorise cu contele bavarez Berthold al II-lea, conte din familia Andechs. Fiul lor, contele Berthold al III-lea de Andechs s-a căsătorit la rândul său cu Hedwiga, sora ducelui Conrad al II-lea de Merania, iar la 1173 fusese numit margraf de Istria și de Carniola de către Frederic I. În jurul anului 1183, fiul său, contele Berthold al IV-lea de Andechs a fost învestit cu titlul de dux Meraniae, dat fiind că descindea din unchiul său pe linie maternă, Conrad al II-lea de Merania. Noul duce se căsătorise cu Agnes de Rochlitz din Casa saxonă de Wettin, cu care avea numeroși copii, printre care Sfânta Hedwiga de Andechs, regina-consortă Gertrude a Ungariei și regina-consortă Agnes de Franța. După moartea tatălui său din 1188, el și-a luat răspunderea de a fi margraf în teritoriile din Istria și Carniola.
Dinastia de Andechs a fost promovată la rangul de principi imperiali; în anul 1204, fiul mai mare al lui Berthold, Otto I i-a succedat tatălui său ca "duce de Merania". Otto a abandonat stăpânirea asupra mărcilor Istriei și Carniolei în favoarea fratelui său Henric și s-a concentrat asupra căsătoriei cu contesa din dinastia Hohenstaufen, Beatrice a II-a, contesă de Burgundia, o nepoată a lui Frederic "Barbarossa", drept pentru care a achiziționat Comitatul de Burgundia în 1208. Cu toate acestea, sub margraful Henric a început declinul casei de Andechs: Henric și fratele său, episcopul Ekbert de Bamberg au fost acuzați de a fi fost implicați în asasinarea regelui german Filip de Suabia, fiu al lui "Barbarossa""; există probabilitatea ca ei să fi fost victima verilor și rivalilor lor din dinastia Wittelsbach. Henric a fost alungat, iar mărcile lui au fost preluate de împăratul Otto al IV-lea în 1209; de asemenea, a pierdut și posesiunile din Bavaria, care au trecut sub ducii din familia Wittelsbach.
Fratele lui Henric, ducele Otto I a încercat să se reconcilieze cu autoritatea imperială, în scopul de a redobândi posesiunile familiei, însă, după ce împăratul Hohenstaufen Frederic al II-lea a strâns relațiile cu ducele Otto al II-lea din casa de Wittelsbach, fiul și succesorul lui Otto de Merania, Otto al III-lea de Burgundia a trecut în tabăra principalului dușman al lui Frederic al II-lea, papa Grigore al IX-lea. În înverșunatul conflict dintre Imperiu și Papalitate, Otto al II-lea de Merania a fost în cele din urmă alungat, în 1247. El s-a retras la castelul Niesten din apropiere de Weismain, în principatul-episcopat de Bamberg, unde a murit fără urmași în anul următor.
Titlul de duce de Merania nu a mai fost utilizat, dat fiind că nu mai existau posesiuni rămase sub protecția Imperiului: mărcile de Istria și Carniola trecuseră sub dominația Patriarhatului de Aquileia, iar moșiile de origine ale Andechsilor fuseseră ocupate de către ducii de Bavaria.

## Lista ducilor de Merania
- Conrad I (cca. 1153-1159)
- Conrad al II-lea (1159-1182), fiu, fără urmași

Casa de Andechs
- Berthold (cca. 1183-1204), nepotul lui Conrad al II-lea (de asemenea margraf de Istria și de Carniola)
- Otto I (1204-1234), fiu, căsătorit cu contesa Beatrice a II-a de Burgundia (de asemenea margraf de Istria și de Carniola, conte palatin de Burgundia)
- Otto al II-lea (1234-1248), fiu (de asemenea margraf de Istria și de Carniola și conte palatin de Burgundia)